# Centre communautaire juif de Cracovie
 (février 2010).
Si vous disposez d'ouvrages ou d'articles de référence ou si vous connaissez des sites web de qualité traitant du thème abordé ici, merci de compléter l'article en donnant les références utiles à sa vérifiabilité et en les liant à la section « Notes et références ».

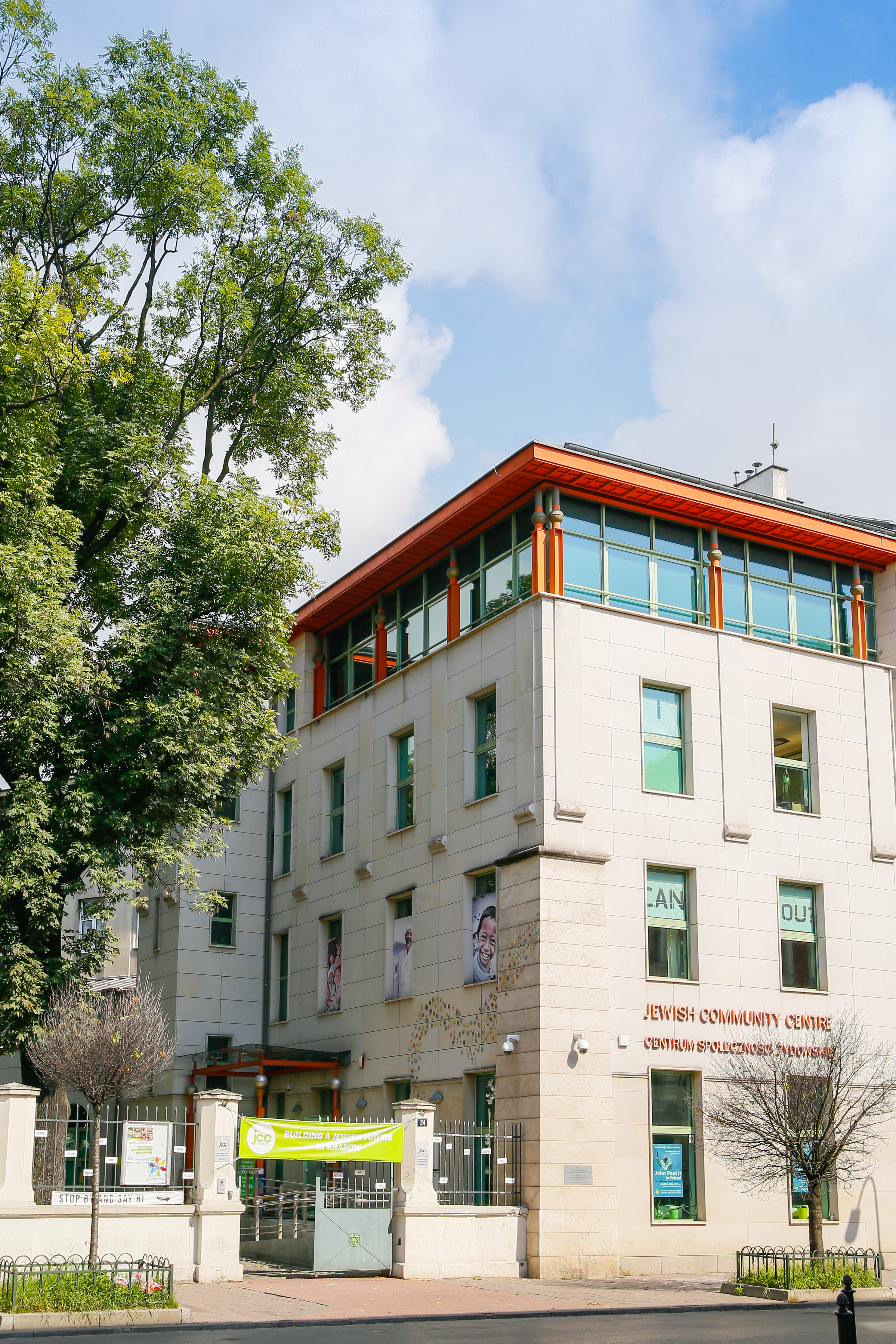
Le Centre communautaire juif de Cracovie

Le Centre communautaire juif de Cracovie (en anglais : JCC Krakow, en polonais : Centrum Społeczności Żydowskiej w Krakowie) est un centre éducatif et culturel juif (à ne pas être confondu avec la Communauté juive, qui remonte au XIVe siècle) qui a été créé en 2008 par une initiative du prince Charles de Galles. Le JCC est situé à Kazimierz, un quartier de Cracovie, sur la rue Miodowa. Il se situe en arrière de la synagogue Tempel, près d’un jardin.

## Histoire
En juin 2002, le prince Charles de Galles visita Cracovie et fut marqué par le district de Kazimierz. Lors d’une réunion avec les représentants de la communauté religieuse de Cracovie, il apprit qu’il existait peu de lieux de rencontre en dehors de la synagogue pour les membres de la communauté et il promit de l'aider. Avec l'aide du World Jewish Fund (fonds mondial juif) et de la American Jewish Joint Distribution Committee (Comité juif-américain de distribution collective), il trouva le financement pour cette cause. 
Les formalités pour l’obtention du permis de construire du centre prirent du temps et le 14 novembre 2006 prit place la cérémonie d’inauguration du bâtiment à la synagogue Temple. Parmi les participants, Nigel Layton, président du World Jewish Relief, Yossi Erez de la Communauté de la Distribution collective américaine juive (American Joint Distribution Committee), Piotr Kadlcik, chef de l'association des communautés juives religieuses de la république de Pologne, Tadeusz Jakubowicz, chef de la communauté religieuse de Cracovie, Edgar Gluck, grand rabbin de la Galicie ainsi que Boaz Pash, rabbin de Cracovie. 
La construction du bâtiment à quatre étages de 850 m2 fut complétée en 2008 au coût de 10 millions de zloty et le 29 avril 2008, le prince de Galles et la duchesse de Cornouilles vinrent à Cracovie assister à l’ouverture officielle du Centre communautaire juif de Cracovie.

Le JCC fut planifié pour être un endroit pour des évènements culturels ainsi qu’un lieu de rencontre pour les membres de la communauté juive et ses organisations, ainsi que pour les habitants de Cracovie et les touristes. Il contient des bureaux, des salles de conférences, un restaurant et un café internet.

## Activités
Le but principal du JCC est de renforcer, agrandir et d’assurer la viabilité de la communauté juive à Cracovie. Il rapproche aussi les personnes d’origine juive ainsi que les intéressés à la culture, religion et traditions juives. Le centre accueille des expositions, spectacles, projections de films, promotions de livres ainsi que des conférences sur le judaïsme, hassidisme, la loi juive et les principes religieux. Un repas est parfois offert en l’honneur du Shabbat et lors des fêtes juives, le CCJ organise des réunions, soirées et d’autres célébrations.
Le CCJ est l’hôte d’une association d’aînés, de l’association des étudiants juifs de Cracovie et d’une mini-crèche pour les tout petits. Le sous-sol abrite la bibliothèque du Remuh qui a été créée par l’association “Czulent” en juin 2005, contenant plus de 2000 livres incluant la prose israélienne, la Torah et le Talmud, des mémoires, albums, bandes dessinées, manuels et dictionnaires.

## Activités principales
- Cours d’hébreu
- Cours de yiddish
- Cours d’anglais
- Cours d’espagnol
- Ateliers de chant yiddish
- Ateliers sur la généalogie
- Ateliers éducatifs
- Danse du ventre
- Danse israélienne
- Yoga
- Krav Maga